# Bobby John
Robert „Bobby“ John (geboren am 11. Juni 1905 in Wien; gestorben am 11. Juni 1966 in Bensberg, Deutschland) war ein österreichischer Kabarettist.

## Leben und Wirken
Über Robert Johns Herkunft und frühe Tätigkeiten ist kaum etwas bekannt. Vermutlich wirkte er im Wien der 1920er und 1930er Jahre an verschiedenen Kleinkunstbühnen. Am 25. September 1942 wurde er von Wien über München in das Ghetto Theresienstadt verschleppt. Dort nahm er an künstlerischen Veranstaltungen teil wie etwa dem Hofer-Kabarett, wo er auch eigene Texte zu Sketchen und Liedern (z. B. Auf Wiedersehn, Herr Fröhlich) verfasste. Am 28. September 1944 verlegte man John in das Vernichtungslager Auschwitz, wo er jedoch nur recht kurz blieb. Schließlich deportierte die Lagerleitung ihn in das KZ-Außenlager Kaufering VI – Türkheim. Hier soll John laut Zeugenaussagen als Kapo eingesetzt worden sein. Im April 1945 erlebte er dort seine Befreiung.
Seit Ende Juli 1945 in München ansässig, gründete Bobby John vor Ort in der Preysingstraße mit Viktor Hahn, einem weiteren KZ-Überlebenden aus Theresienstadt, die Kleinkunstbühne Der Bunte Würfel, wo er auch als Kabarettist und Prokurist in Erscheinung trat. Die Premiere des ersten Programms „München lernt wieder lachen!“ fand am 16. Januar 1946 statt. Unter den Mitwirkenden befanden sich Claire Waldoff, Peter Igelhoff und der noch sehr schlanke Gert Fröbe. 1947 absolvierte Bobby John auch einen Auftritt an der Seite des bereits recht kranken Karl Valentin und seiner langjährigen Sketchpartnerin Liesl Karlstadt. Anfang April 1958 übersiedelte John nach Köln.

## WeblinkS
- Robert John auf ushmm.org